# Григорий (Лисовский)
Митропролит Григорий (в миру Григорий Иванович Лисовский; 25 января (6 февраля) 1845, село Сорочинцы, Прилуцкий уезд, Полтавская епархия — 16 марта 1927) — епископ Русской православной церкви, митрополит Полтавский и Переяславский.

## Биография
Родился 25 января 1845 года в селе Сорочинцы Прилуцкого уезда Полтавской губернии в семье псаломщика.
В 1867 году окончил Полтавскую духовную семинарию и в том же году возведён в сан диакона и назначен законоучителем в Полтавскую военную гимназию.
В 1873 году назначен исполняющим обязанности смотрителя Полтавского духовного училища.
В 1874 году был рукоположён в сан священника. В 1890 году возведен в сан протоиерея.
Помимо должности смотрителя исполнял много различных обязанностей по учебным и экономическим делам как по поручению начальства, так и по выборам духовенства. Принял монашество.
В начале октября 1921 года хиротонисан во епископа Лубенского, викария Полтавской епархии, осуществлял управление Полтавской епархией, утверждён правящим архиереем Полтавской епархии с возведением в сан архиепископа на Киевском совещании 1922 года.
Вёл энергичную борьбу с обновленчеством, липковщиной и особенно с булдовщиной.
Незадолго до кончины он был возведён архиепископом Угличским Серафимом (Самойловичем), бывшим тогда по причине ареста митрополита Сергия (Страгородского) Заместителем Патриаршего Местоблюстителя, в сан митрополита, однако по скромности Григорий не стал обнародовать это.
Скончался 17 марта 1927 года. На прощание с архипастырем пришли тысячи людей; похоронная процессия двигалась центральными улицами, которые власти всё же официально перекрыли для движения транспорта. Захоронен за алтарём Свято-Макариевского собора Полтавы.